# Rock Harbor Lodge
Le Rock Harbor Lodge est un hôtel américain dans le comté de Keweenaw, au Michigan. Ce lodge du parc national de l'Isle Royale est situé à 186 m d'altitude sur l'Isle Royale, sur les bords du lac Supérieur. Il est géré par Forever Resorts.